# Surd (keresztnév)
A Surd régi magyar személynév, valószínűleg a Surány becenevéből önállósult. A Surány név valószínűleg egy ótörök méltóságnévből ered, aminek a lehetséges jelentése herceg, de származhat egy sógor jelentésű szláv szóból (Suran) is.

## Rokon nevek
Surány

## Gyakorisága
Az 1990-es években szórványos név, a 2000-es években nem szerepel a 100 leggyakoribb férfinév között.

## Névnapok
- január 22.[2]
- január 24.[2]